# Монтур Тауншип (округ Колумбія, Пенсільванія)
Монтур Тауншип (англ. Montour Township) — селище (англ. township) в США, в окрузі Колумбія штату Пенсільванія. Населення — 1263 особи (2020).

## Демографія
Згідно з переписом 2010 року, у селищі мешкали 1344 особи в 570 домогосподарствах у складі 401 родини. Було 603 помешкання
Расовий склад населення:
| - 95,8 % — білих - 0,7 % — корінних американців - 0,7 % — азіатів - 0,5 % — чорних або афроамериканців |

До двох чи більше рас належало 1,5 %. Частка іспаномовних становила 1,4 % від усіх жителів.
За віковим діапазоном населення розподілялося таким чином: 20,3 % — особи молодші 18 років, 60,4 % — особи у віці 18—64 років, 19,3 % — особи у віці 65 років та старші. Медіана віку мешканця становила 45,3 року. На 100 осіб жіночої статі у селищі припадало 102,1 чоловіків;  на 100 жінок у віці від 18 років та старших — 93,3 чоловіків також старших 18 років.
Середній дохід на одне домашнє господарство  становив 57 432 долари США (медіана — 47 946), а середній дохід на одну сім'ю — 64 329 доларів (медіана — 53 690). Медіана доходів становила 39 205 доларів для чоловіків та 35 885 доларів для жінок. За межею бідності перебувало 15,8 % осіб, у тому числі 21,8 % дітей у віці до 18 років та 6,3 % осіб у віці 65 років та старших.
Цивільне працевлаштоване населення становило 640 осіб. Основні галузі зайнятості: освіта, охорона здоров'я та соціальна допомога — 29,2 %, мистецтво, розваги та відпочинок — 13,9 %, виробництво — 13,1 %.